# Harold Walker (General)
Harold Bridgwood Walker (* 26. April 1862 in Dilhorne, Staffordshire; † 5. November 1934 in Crediton, Devon) war ein englischer Generalleutnant, der im Ersten Weltkrieg auch australische Großverbände an der Westfront führte.

## Leben
Harold Walker wurde als Sohn von James Harold Walker, einem Reverend der Church of England, und seiner Frau Mary Bridgwood geboren. Er wurde an der Shrewsbury School und ein Jahr am Jesus College in Cambridge ausgebildet. Nach seinem Eintritt in die britische Armee wurde er im Mai 1884 im leichten Infanterieregiment des Herzogs von Cornwall zum Leutnant ernannt. Er diente bis 1886 im Sudan. Während eines Heimaturlaubs heiratete er am 15. Dezember 1887 Harriett Edith Coulthard in der Pfarrkirche Plymstock in Devon.
Nach seinem Militärdienst in Indien, im Südafrikakrieg und in Irland, wurde er im November 1914 zum Brigadegeneral ernannt. Am 12. Dezember 1914 wurde er als Stabschef dem ANZAC-Corps unter Generalleutnant William Birdwood zugewiesen. Walker lehnte die geplante Landung auf Gallipoli ab und gab der Operation habe keine Erfolgschance. Seine Abneigung gegen die Arbeit des Planungsstabs im Hauptquartier veranlasste ihn auch eigene detaillierte Pläne für die Operation zu erstellen und diese an Oberstleutnant Andrew Skeen zu delegieren. Als erster Offizier aus dem Hauptquartier Birdwoods, landete er am 25. April 1915 kurz vor 8 Uhr morgens auf Gallipoli und versuchte mit den Kämpfern in Kontakt zu bleiben. Um 11 Uhr übernahm er die Führung der neuseeländischen Infanterie-Brigade, deren Kommandant wegen der Seekrankheit ausgefallen war. Auf der linken Flanke des Anzac-Brückenkopfes war Walker’s Ridge von entscheidender taktischer Bedeutung. Während die Türken entschlossen waren, den Hügelkamm zu erreichen, beendete Walker am Morgen des 28. April seine Führerschaft. Der neuseeländische Brigadekommandant kehrte zum Dienst zurück und Walker wurde dafür zum Kommandeur der 1. Infanterie-Brigade der Australian Imperial Force ernannt.
Am 15. Mai 1915 wurde General William Bridges tödlich verwundet und Walker ersetzte ihn vertretungshalber als Kommandeur der 1. Division, bis General James G. Legge das Kommando übernehmen konnte. Am 24. Juni kehrte Walker zur 1. Brigade zurück. Obwohl einige australische Brigadegeneräle Einwände gegen Legges Ernennung erhoben, weil er jünger war, erhob der ebenfalls ältere Walker keine Einwände. Schon am 26. Juli verließ Legge den Anzac-Brückenkopf und Walker erhielt im vorübergehenden Rang eines Generalmajors die Führung der im Abschnitt von Lone Pine eingesetzten 1. Division. Im September wurde Walker halb von einer Granate begraben, die in seinem Unterstand detonierte. Vierzehn Tage später wurde er bei der Inspektion eines Postens auf Silt Spur durch Maschinengewehrfeuer schwer verwundet. Walker musste den Kriegsschauplatz auf Gallipoli verlassen und kehrte erst im März 1916 zu seiner Division zurück. Sein Rang als temporärer Generalmajor war am 1. Januar 1916 bestätigt worden. Er führte seine Australier in der Schlacht an der Somme beim Angriff auf Pozières und im Frühjahr 1917 an der Hindenburg-Linie. Im Sommer 1917 organisierte er drei Angriffe der 1. Division in der Schlacht von Passchendaele. Sein letztes großes Engagement war von April bis Juli 1918 die Abwehr deutscher Angriffe im Raum Hazebrouck. Walker erwies sich als fähiger und vertrauenswürdiger Anführer sowie als humaner Befehlshaber, der aus seiner Zuneigung zu seinen Truppen kein Geheimnis machte. In den Zeiten, in die er die Division befehligte, zögerte er, einen Angriffsbefehl zu unterziehen, es sei denn, er war überzeugt, dass die Ergebnisse die Verluste mehr als rechtfertigen würden. Er drohte sogar einmal, sein Kommando niederzulegen, anstatt seine Männer ungerechtfertigt zu opfern.
In Übereinstimmung mit dem Wunsche Birdwoods einer landeseigenen Führung, gehörte Walker zu den letzten britischen Offizieren, welche das australische Korps verließen. Am 3. Juli 1918 gab er – „zum tiefen Bedauern seiner Offiziere und Männer“ – das Kommando der 1. Division an den australischen General Thomas Glasgow ab. Von Juli 1918 befehligte Walker die britische 48th (South Midland) Division in Italien und von März bis Juli 1919 alle britischen Streitkräfte in diesem Land. Nach seiner Rückkehr zu einem Territorialkommando in England wurde er 1923 zum Generalleutnant befördert und war von 1924 bis 1928 Oberbefehlshaber des Südkommandos in Indien, als er sich aus der Armee zurückzog.
Walker wurde 1902 mit dem Distinguished Service Order ausgezeichnet und 1918 zum Ritter des Bathordens und 1919 des KCMG ernannt. Er gewann mehrere ausländische Auszeichnungen und wurde im Ersten Weltkrieg neunmal in Depeschen erwähnt. Er starb am 5. November 1934 in Crediton, Devon, seine Frau und zwei Söhne überleben ihn, einer seiner Söhne wurde Admiral der Royal Navy.